# Vedat del Mestre
El Vedat del Mestre és un paratge del terme municipal de Conca de Dalt, a l'antic terme de Toralla i Serradell, al Pallars Jussà, en territori del poble de Torallola.
Està situat al nord-est de Torallola, al costat nord-est de la Roca del Carant, al nord del lloc on el barranc de la Roca del Carant s'aboca en el barranc de Pumanyons, al sud-est de l'Alzinar i a ponent de la Coma Sorda.